# Plutos (pjäs)
Plutos (klassisk grekiska: Πλοῦτος Ploutos) är en pjäs från 388 f.Kr. av den grekiske författaren Aristofanes. Den handlar om den dygdige men fattige Chremylos som tar hand om rikedomens gud Plutos, som är en blind gubbe. Tanken är att göra Plutos seende så att rikedomen kan fördelas till den som förtjänar den bäst.
Aristofanes hade skrivit en tidigare pjäs med samma namn, framförd år 408. Ämneshanteringen och kompositionen i Plutos markerar en övergångsfas mellan den äldre grekiska komedin och genrens mellanperiod.

## Svenska utgåvor
- Plutos (översättning Henrik Gerhard Lindgren, Uppsala universitet, 1834)